# Symphoromyia barbata
Symphoromyia barbata är en tvåvingeart som beskrevs av Aldrich 1915. Symphoromyia barbata ingår i släktet Symphoromyia och familjen snäppflugor.
Artens utbredningsområde är Kalifornien. Inga underarter finns listade i Catalogue of Life.